# Alan Ruck
Alan Douglas Ruck (n. 1 iulie 1956, Cleveland, Ohio, SUA) este un actor american. Acesta este cunoscut pentru rolurile lui Cameron Frye în filmul Chiulangiul⁠(d) (1986), Stuart Bondek în sitcomul ABC Orice e posibil⁠(d) și Connor Roy, fiul cel mare al unui magnat media, în serialul HBO Succesiunea. Ruck a mai apărut în filme precum Bad Boys⁠(d) (1983), Trei fugari⁠(d) (1989), Young Guns II⁠(d) (1990), Speed (1994) și Tornada⁠(d) (1996). În 2016, a jucat împreună cu Geena Davis într-o adaptare⁠(d) a celui mai bine vândut roman al lui William Peter Blatty⁠(d) - Exorcistul⁠(d).

## Biografie
Ruck s-a născut în Cleveland, Ohio, mama sa fiind profesoară și tatăl său angajat al unei companii farmaceutice. A urmat Liceul Parma⁠(d) din Parma, Ohio⁠(d) și a absolvit studii teatrale Universitatea din Illinois în 1979. Rememorând acele vremuri, Rusk menționa că:
După liceu, am mers la Chicago, deoarece nu cunoșteam pe nimeni în New York sau Los Angeles, și știam actori care jucau în piese de teatru în Chicago. Prin urmare, am plecat acolo și am rămas prin zonă o perioadă. Și la aproape un an după ce mi-am încheiat studiile, am obținut prima slujbă.
Ruck și-a făcut debutul pe Broadway în 1985 în piesa de teatru Biloxi Blues⁠(d) al lui Neil Simon împreună cu Matthew Broderick. La scurt timp după, acesta apărea pe scenele teatrelor din Statele Unite, inclusiv la Teatrul Wisdom Bridge din Chicago. Primele apariții în film includ Colegi de cameră⁠(d) (1983),  Hard Knocks și alte filme de televiziune.

## Cariera
Primul său rol de film a fost în filmul dramatic Bad Boys (1983), interpretându-l pe Carl Brennan, prietenul personajului lui Sean Penn. În același an, a jucat rolul lui Roger Jackson în Colegi de cameră. Trei ani mai târziu, Ruck a obținut rolul lui Cameron Frye, cel mai bun prieten al lui Ferris Bueller în filmul Chiulangiul, regizat de John Hughes. Broderick l-a încurajat să se prezinte la audiții, prietenia dintre cei doi fiind factorul principal care a condus la alegerea lui Ruck. În anul următor, a apărut în filmul Fata senatorului⁠(d).
Ruck a apărut mai târziu în filmul de comedie din 1989 Trei fugari. După aceea, a obținut un rol important în Young Guns II, continuarea filmului Tinerii pistolari⁠(d) din 1990. De asemenea, l-a interpretat pe căpitanul John Harriman al USS Enterprise -B⁠(d) în filmul din 1994 Star Trek: Generații, rol pe care l-a reluat alături de actorul Walter Koenig și alți actori ai universului Star Trek în filmul Star Trek: Of Gods and Men. A apărut în rolul unui turist enervat în Speed: Cursa infernală (1994) și l-a interpretat pe vânătorul de furtuni Robert „Rabbit” Nurick în filmul Tornada din 1996.
Din 1990 până în 1991, Ruck a jucat rolul unui reclamant din Chicago, Charlie Davis, în serialul ABC Going Places⁠(d). Compania a anulat serialul după un singur sezon (22 de episoade). A apărut în serialul Daddy's Girls⁠(d) în 1994, care a fost anulat după doar trei episoade. Din 1996 până în 2002, Alan l-a jucat pe Stuart Bondek în sitcomul Orice e posibil alături de Michael J. Fox și, mai târziu, Charlie Sheen. În 2005, a apărut în versiunea Broadway a filmului Producătorii⁠(d) de Mel Brooks.
Ruck a făcut parte din distribuția episodului pilot al serialului Drive⁠(d), însă nu a apărut în alte episoade. De asemenea, a jucat într-un episod din sitcomul Comedy Central, Stella⁠(d), în rolul lui Richard, un bărbat aflat în căutarea unui loc de muncă. Mai târziu, a apărut în episodul „My Lucky Day” din sezonul doi al dramei medicale Stagiarii⁠(d) și l-a jucat pe reporterul Steve Jacobson în miniseria The Bronx Is Burning⁠(d).
În 1998, Ruck a apărut în cel de-al cincilea episod din miniseria HBO From the Earth to the Moon⁠(d) în rolul inginerului NASA Tom Dolan⁠(d).
În 2006, Ruck a avut un rol episodic în Stargate Atlantis, iar în 2007, a apărut în rolul unui dezvoltator imobiliar lipsit de scrupule într-un episod din Mediumul⁠(d).
În comedia Kickin' It Old Skool⁠(d) (2007), acesta îl interpretează pe Dr. Frye, o posibilă legătură cu personajul Cameron Frye. Rusk menționează că încă încearcă să plătească un Ferrari⁠(d) vechi, o referire la Cameron, care distruge automobilul Ferrari deținut de tatăl său în filmul Chiulangiul.
Ruck a jucat rolul unei fantome în filmul Orașul fantomelor⁠(d) (2008), cu Ricky Gervais în rolul principal. În 2009, a avut un rol minor într-un episod al serialului Cougar Town⁠(d).
A avut un alt rol minor în filmul regizat de M. Night Shyamalan în 2008 intitulat Întâmplarea. A mai apărut în serialele Greek⁠(d), Eureka și Măsuri extraordinare⁠(d) și în filmul Te iubesc, Beth Cooper!.
Ruck a apărut apoi în rolul unui jefuitor de bănci într-un episod din sezonul trei al serialului Psych și ca avocat în sezonul cinci al serialul ABC Boston Legal. A interpretat  rolul lui Martin, un reporter, într-un episod din Ruby & the Rockits⁠(d) intitulat „We Are Family?”.
În 2010, Ruck a apărut în distribuția serialului dramă-mister Persons Unknown⁠(d). De asemenea, a apărut în emisiunea de televiziune Fringe, în episodul „Borderline” din sezonului doi al serialului NCIS: Los Angeles și a jucat rolul unui contabil implicat în spălare de bani devenit stomatolog într-un episod din Lege și dreptate. A apărut în episodul „In The Midnight Hour” din sezonul cinci al serialului Anatomia lui Grey.
În toamna anului 2016, Ruck a apărut în rolul lui Henry Rance, soțul Angelei Rance (Geena Davis), în serialul Exorcistul. Această adaptare a companiei Fox este inspirată de cel mai bine vândut roman al lui William Peter Blatty. În această versiune, demonul care a torturat-o pe Angela în copilărie nu a murit așa cum s-a prezentat la sfârșitul lungmetrajului, iar acum sălășluiește într-una dintre fiicele cuplului. Cei doi trebuie să apeleze din nou la exorciști (Alfonso Herrera și  Ben Daniels⁠(d)) pentru ajutor.
În 2018, Ruck a obținut rolul lui Connor Roy în serialul HBO Succesiunea.

## Viața personală
Ruck s-a căsătorit cu Claudia Stefany în 1984. Cei doi au doi copii: o fiică, Emma, și un fiu, Sam. Au divorțat în 2005. Pe 4 ianuarie 2008, s-a căsătorit cu actrița Mireille Enos⁠(d), pe care a cunoscut-o în 2005, în timp ce juca în piesa de teatru Absurd Person Singular⁠(d). Mireille a născut o fată, Vesper, în 2010. Fiul lor Larkin s-a născut în iulie 2014.

## Filmografie

### Filme
| An   | Titlu                      | Rol                    | Note           |
| ---- | -------------------------- | ---------------------- | -------------- |
| 1983 | Bad Boys                   | Carl Brennan           |                |
| 1983 | Class                      | Roger Jackson          |                |
| 1986 | Ferris Bueller's Day Off   | Cameron Frye           |                |
| 1987 | Three for the Road         | T.S.                   |                |
| 1989 | Three Fugitives            | Inspector Tener        |                |
| 1989 | Bloodhounds of Broadway    | John Wangle            |                |
| 1990 | Young Guns II              | Hendry William French  |                |
| 1994 | Speed                      | Doug Stephens          |                |
| 1994 | Star Trek Generations      | John Harriman          |                |
| 1995 | Born to Be Wild            | Dan Woodley            |                |
| 1996 | Twister                    | Robert "Rabbit" Nurick |                |
| 1998 | Walking to the Waterline   | Duane Hopwood          |                |
| 2000 | Everything Put Together    | Kessel                 |                |
| 2003 | Cheaper by the Dozen       | Bill Shenk             |                |
| 2007 | Kickin' It Old Skool       | Dr. Cameron Frye       |                |
| 2007 | InAlienable                | Dr. Proway             |                |
| 2008 | The Happening              | School Principal       |                |
| 2008 | Ghost Town                 | Ghost Dad              |                |
| 2008 | Eavesdrop                  | Casper                 |                |
| 2008 | Star Trek: Of Gods and Men | John Harriman          |                |
| 2009 | I Love You, Beth Cooper    | Mr. Cooverman          |                |
| 2009 | Don't You Forget About Me  | Himself                |                |
| 2010 | Extraordinary Measures     | Pete Sutphen           |                |
| 2012 | Goats                      | Dr. Eldridge           |                |
| 2012 | Shanghai Calling           | Marcus Groff           |                |
| 2013 | Zombie Night               | Joseph                 |                |
| 2015 | Deathly                    | Richard                | Scurtmetraj    |
| 2016 | Carnage Park               | Sheriff Wyatt Moss     |                |
| 2016 | Dreamland                  | Walter                 |                |
| 2017 | War Machine                | Lt. Gen. Pat McKinnon  |                |
| 2018 | Gringo                     | Jerry                  |                |
| 2018 | Sierra Burgess Is a Loser  | Stephen Burgess        |                |
| 2019 | Captive State              | Charles Rittenhouse    |                |
| 2020 | Freaky                     | Mr. Bernardi           |                |
| TBA  | The Burial                 |                        | Post-producție |

### Seriale
| An         | Titlu                                    | Rol                         | Note                                                                                       |
| ---------- | ---------------------------------------- | --------------------------- | ------------------------------------------------------------------------------------------ |
| 1984       | Hard Knox                                | Frankie Tyrone              | Film de televiziune                                                                        |
| 1985       | First Steps                              | Dave                        | Film de televiziune                                                                        |
| 1988       | Shooter                                  | Stork O'Connor              | Film de televiziune                                                                        |
| 1989       | The Famous Teddy Z                       | Sheldon Samms               | Episodul: "Teddy Sells the House"                                                          |
| 1990–1991  | Going Places                             | Charlie Davis               | 19 episoade                                                                                |
| 1992–1993  | The Edge                                 | Various                     | 13 episoade                                                                                |
| 1993       | Picket Fences                            | Patrick Gatwood             | Episodul: "Unlawful Entries"                                                               |
| 1993       | Tales from the Crypt                     | Carty                       | Episodul: "Oil's Well That Ends Well"                                                      |
| 1994       | Daddy's Girls                            | Lenny                       | 3 episoade                                                                                 |
| 1995       | Muscle                                   | Dr. Marshall Jones          | 13 episoade                                                                                |
| 1995–1996  | Mad About You                            | Lance Brockwell             | 4 episoade                                                                                 |
| 1996       | The Outer Limits                         | Howard Sharp                | Episodul: "Unnatural Selection"                                                            |
| 1996–2002  | Spin City                                | Stewart Bondek              | Rol principal; 140 de episoade                                                             |
| 1998       | From the Earth to the Moon               | Tom Dolan                   | Episodul: "Spider"                                                                         |
| 1998       | The Ransom of Red Chief                  | Ambrose Dorset              | Film de televiziune                                                                        |
| 2002       | Scrubs                                   | Mr. Bragin                  | Episodul: "My Lucky Day"                                                                   |
| 2003       | Queens Supreme                           | Dr. Katz                    | Episodul: "That Voodoo That You Do"                                                        |
| 2005       | Stella                                   | Richard                     | Episodul: "Coffee Shop"                                                                    |
| 2006       | Stargate Atlantis                        | Dr. Fletcher                | Episodul: "The Real World"                                                                 |
| 2007       | Drive                                    | John Ashton                 | Episodul: "Unaired Pilot"                                                                  |
| 2007       | Medium                                   | Albert Bunford              | Episodul: "Second Opinion"                                                                 |
| 2007       | The Bronx Is Burning                     | Reporter Steve Jacobson     | 8 episoade                                                                                 |
| 2007       | Ghost Whisperer                          | Steve Sinclair              | Episodul: "Bad Blood"                                                                      |
| 2007–2011  | Greek                                    | Dean Bowman                 | 6 episoade                                                                                 |
| 2008       | Eureka                                   | Dr. Hood                    | Episodul: "Best In Faux"                                                                   |
| 2008       | Boston Legal                             | Wayne Davidson              | Episodul: "Kill, Baby, Kill!"                                                              |
| 2008, 2014 | Psych                                    | Phil Stubbins Ruben Leonard | Episoade: "Gus Walks Into a Bank" / "Remake A.K.A. Cloudy... With a Chance of Improvement" |
| 2009       | Ruby & the Rockits                       | Martin Wexler               | Episodul: "We Are Family?"                                                                 |
| 2009       | FlashForward                             | Tomasi                      | Episodul: "White to Play"                                                                  |
| 2009       | Cougar Town                              | Frank Miller                | Episodul: "Two Gunslingers"                                                                |
| 2010       | CSI: Miami                               | Dr. Allan Beckham           | Episodul: "Show Stopper"                                                                   |
| 2010       | CSI: Crime Scene Investigation           | Buddy Mills                 | Episodul: "Unshockable"                                                                    |
| 2010       | Numbers                                  | Arnold Winslow              | Episodul: "Growin' Up"                                                                     |
| 2010       | Persons Unknown                          | Charlie Morse               | 13 episoade                                                                                |
| 2010       | Rules of Engagement                      | Dr. Greenblatt              | Episodul: "The Four Pillars"                                                               |
| 2010       | Justified                                | Roland Pike                 | Episodul: "Long in the Tooth"                                                              |
| 2010       | NCIS: Los Angeles                        | Donald Wexling              | Episodul: "Borderline"                                                                     |
| 2011       | Fringe                                   | Dr. Krick                   | Episodul: "Os"                                                                             |
| 2011       | Five                                     | Sam Jarente                 | Film de televiziune                                                                        |
| 2012–2013  | Bunheads                                 | Hubbell Flowers             | 3 episoade                                                                                 |
| 2012       | Ben and Kate                             | Principal Geoff Feeney      | Episodul: "Bad Cop/Bad Cop"                                                                |
| 2012       | Hawaii Five-0                            | Brian Slater                | Episodul: "Ohuna"                                                                          |
| 2013       | Hot in Cleveland                         | Reverend Lare               | Episodul: "Magic Diet Candy"                                                               |
| 2013       | Burn Notice                              | Max Lyster                  | Episodul: "Reckoning"                                                                      |
| 2013       | We Are Men                               | Minister                    | Episodul: "Pilot"                                                                          |
| 2013       | Zombie Night                             | Joseph                      | Film de televiziune                                                                        |
| 2013       | Masters of Sex                           | Psychiatrist                | 2 episoade                                                                                 |
| 2013       | NCIS                                     | Ward Davis                  | Episodul: "Gut Check"                                                                      |
| 2013       | Super Fun Night                          | Spencer Quinn               | Episodul: "Merry Super Fun Christmas"                                                      |
| 2014       | Intelligence                             | Jonathan Cain               | Episodul: "Cain and Gabriel"                                                               |
| 2014       | Instant Mom                              | Mr. Shank                   | Episodul: "Teacher's Pest"                                                                 |
| 2015       | Hindsight                                | Harry Lavigne               | Episodul: "...Then I'll Know"                                                              |
| 2015       | The Whispers                             | Alex Myers                  | 4 episoade                                                                                 |
| 2015       | Major Crimes                             | Special Agent Jerry Shea    | Episodul: "Hostage to Fortune"                                                             |
| 2015       | Sofia the First                          | Herb (voice)                | 2 episoade                                                                                 |
| 2016       | The Middle                               | Mr. Kershaw                 | Episoadele: "Birds of a Feather" și "Film, Friends and Fruit Pies"                         |
| 2016       | Cooper Barrett's Guide to Surviving Life | Mark Barrett                | Episodul: "How to Survive Your Parents' Visit"                                             |
| 2016       | The Catch                                | Gordon Bailey               | Episoadele: "The Trial" și "The Happy Couple"                                              |
| 2016       | The Exorcist                             | Henry Rance                 | 10 episoade                                                                                |
| 2016       | The Loud House                           | Lord Tetherby, Cop (voices) | Episodul: "Out on a Limo"                                                                  |
| 2018–2023  | Succession                               | Connor Roy                  | Rol principal                                                                              |
| 2018       | My Dinner with Hervé                     | Stu Chambers                | Film de televiziune                                                                        |
| 2018       | Dirty John                               | John Dzialo                 | Episodul: "One Shoe"                                                                       |
| 2019       | One Day at a Time                        | Lawrence Schneider          | Episodul: "The Man"                                                                        |
| 2022       | The Dropout                              | Jay Rosan                   | 2 episoade                                                                                 |